# Parafia św. Barbary w Walimiu
Parafia św. Barbary w Walimiu – rzymskokatolicka parafia znajdująca się w dekanacie głuszyckim w diecezji świdnickiej. Była erygowana w 1946.

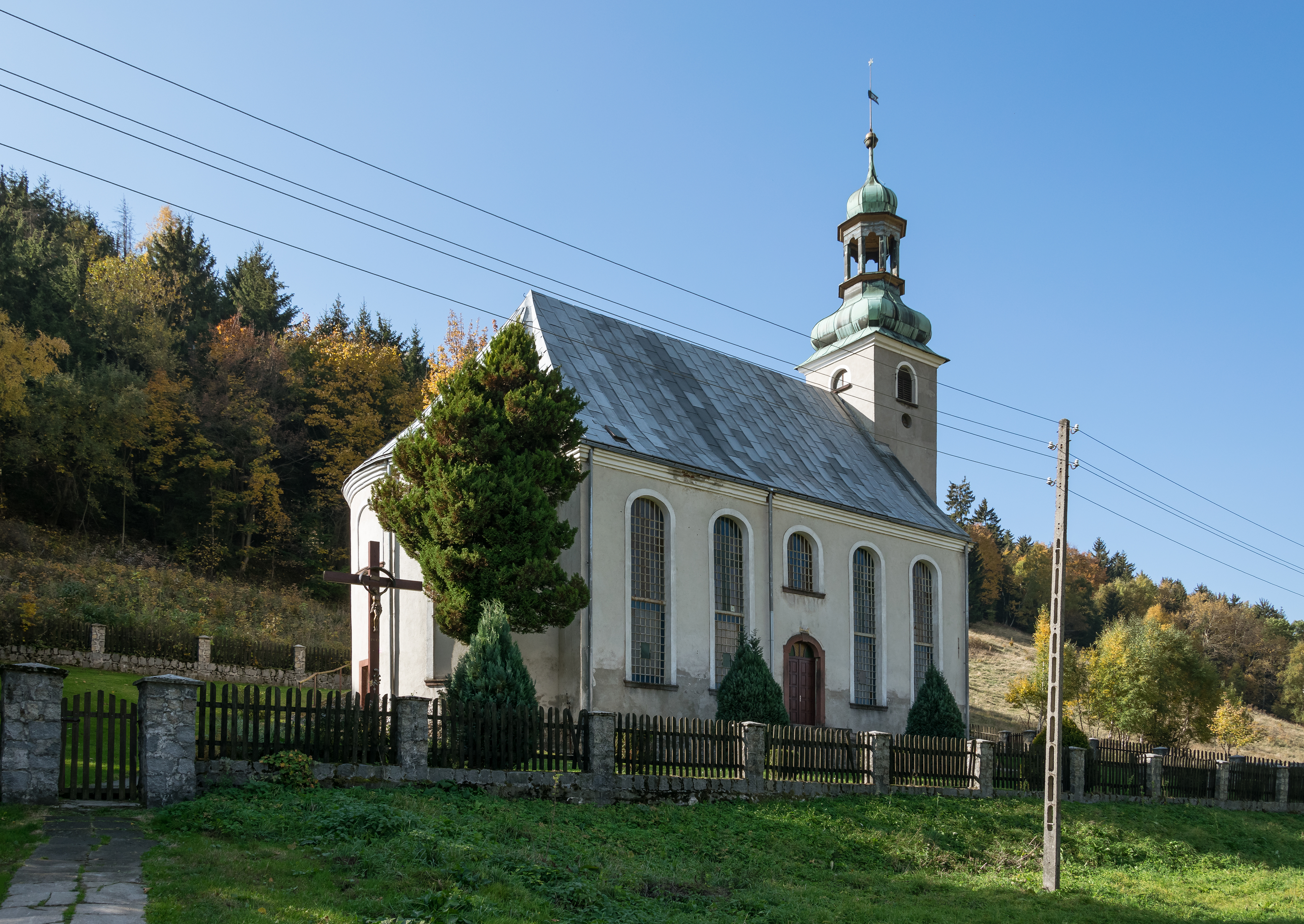
Kościół filialny w Rzeczce

## Proboszczowie i administratorzy
- ks. Zygmunt Głowacki (1945–1958)[2]
- ks. Julian Rachtan (1958–?)[2]
- ks. Kazimierz Olszewski (?–1963)[2]
- ks. Eugeniusz Rzepka (1963–1970)[2]
- ks. Władysław Łętowski (1970–1977)[2]
- ks. Jan Górecki (1977–1979)[2]
- ks. Tadeusz Jurek (1979–1986)[2]
- ks. Jan Mrowca (1986–1998)[2]
- ks. kan. Krzysztof Cebula (1998–2005)[3][2]

...
- ks. Stefan Łobodziński (?–2015)[4]
- ks. Janusz Krzeszowiec (2015–2018)[4][5]
- ks. Ryszard Filipski (2018–2021, administrator)[5][6]
- ks. Dominik Wargacki (od 2021)[7][8]

## Kościoły i kaplice
- Kościół parafialny
  - św. Barbary w Walimiu
- Kościół pomocniczy
  - św. Jadwigi w Walimiu
- Kościoły filialne
  - Matki Bożej Bolesnej w Glinnie
  - św. Anny w Michałkowej
  - św. Maksymiliana Kolbego w Rzeczce
- Kaplica
  - Najświętszego Serca Pana Jezusa w Jugowicach